# Josef Zítek
Josef Zítek (ur. 4 kwietnia 1832 w Pradze, zm. 2 sierpnia 1909 tamże) – czeski architekt neorenesansowy.

## Życiorys
Nigdy nie poznał ojca, który zmarł podczas epidemii cholery w Pradze. Jego pierwszym mentorem był Josef Mánes.
Od 1848 roku studiował na Politechnice w Pradze, a od 1851 roku na Uniwersytecie Technicznym i Akademii Sztuk Pięknych w Wiedniu. Od 1864 roku był wykładowcą praskiej Politechniki.
Jego pierwszym projektem był projekt muzeum i galerii w Weimarze. Był autorem projektu siedziby Teatru Narodowego w Pradze i Rudolfinum (wraz z Josefem Schulzem) oraz Kolumnady Młyńskiej w Karlowych Warach. Po pożarze Teatru Narodowego w 1881 roku zaprzestał pracy twórczej.
W 1881 roku ożenił się z Bertą Lippertovą. Ostatnie lata życia spędził we wsi Lčovice. W 1908 roku otrzymał tytuł barona. Zmarł w 1909 roku i został pochowany w Malenicach.